# صايد (كحلان عفار)

تعديل مصدري - تعديل

صايد هي إحدى قرى عزلة بنى موهب بمديرية كحلان عفار التابعة لمحافظة حجة، بلغ تعداد سكانها 171 نسمة حسب تعداد اليمن لعام 2004.